# Višnjevik
Višnjevik é uma vila localizada no município de Brda na Eslovênia. Possuía uma população estimada de 152 habitantes em 2020.